# Gehyra kimberleyi
Gehyra kimberleyi (кімберлійська дтелла) — вид геконоподібних ящірок родини геконових (Gekkonidae). Ендемік Австралії.

## Поширення і екологія
Кімберлійські дтелли мешкають на півдні регіону Кімберлі в Західній Австралії, від півострова Дампір на північний схід до Кунунурри, переважно на південь від гір Вунаамін-Мілівунді. Окремі особини спостерігался на південі в районі Пілбари та Великої піщаної пустелі. Кімберлійські дтелли живуть серед скель і на деревах, часто трапляються поблизу термітників.